# کیک‌های عروسی شگفت انگیز
کیک‌های عروسی شگفت‌انگیز (انگلیسی: Amazing Wedding Cakes) یک مجموعه تلویزیونی واقعی آمریکایی در تلویزیون وی تی‌وی است که در ۷ سپتامبر ۲۰۰۸ عرضه شد. این مجموعه چندین شیرینی پز از سراسر کشور را دنبال می‌کند که کیک‌های عروسی با هنرهای خوراکی با کیفیت بالا می‌سازند.